# Имамзаде-Экиль
Имамзаде́-Эки́ль (перс. امامزاده عقيل‎) — село на севере Ирана, в остане Тегеран. Входит в состав шахрестана Тегеран. Является частью дехестана (сельского округа) Сулькан бахша Кан.

## География
Село находится в северо-западной части остана, в пределах горной системы Эльбурс, на расстоянии приблизительно 10 километров (по прямой) к северу от Тегерана. Абсолютная высота — 2151 метр над уровнем моря.

## Население
По данным переписи 2006 года население села составляло 18 человек (12 мужчин и 6 женщин). В Имамзаде-Экиле насчитывалось 5 домохозяйств. Уровень грамотности населения составлял 66,7 %. Уровень грамотности среди мужчин составлял 75 %, среди женщин — 50 %.
В 2016 году в селе имелось 12 домохозяйств и проживало 32 человека (17 мужчин и 15 женщин).